# A Fine Day to Exit
A Fine Day To Exit — шостий студійний альбом англійської групи Anathema, який був випущений 9 жовтня 2001 року.

## Композиції
1. Pressure - 06:44
2. Release - 05:47
3. Looking Outside Inside - 06:23
4. Leave No Trace - 04:46
5. Underworld - 04:10
6. Barriers - 05:54
7. Panic - 03:30
8. A Fine Day to Exit - 06:49
9. Temporary Peace† - 18:26

## Склад
- Вінсент Кеванах — вокал, гітара
- Джон Дуглас — ударні
- Дейв Пабс — бас гітара
- Деніел Кеванах — гітара
- Лес Сміт — клавишні